# أحمد حسني
أحمد حسني مواليد 14 ديسمبر 1989 في تونس، هو لاعب كرة قدم تونسى يلعب للنادي البنزرتي.

## روابط خارجية
أحمد حسني على موقع قاعدة بيانات كرة القدم.إي يو (الإنجليزية)
- أحمد حسني على موقع Soccerway.com (الإنجليزية)